# Hypsophila medialis
Hypsophila medialis är en fjärilsart som beskrevs av Embrik Strand 1921. Hypsophila medialis ingår i släktet Hypsophila och familjen nattflyn. Inga underarter finns listade i Catalogue of Life.